# Церковь Святого Иоанна Маруна
Церковь Святого Иоанна Маруна (англ. St. John's Maroon Church) — методистская церковь, расположенная в Марунтауне, одном из районов Фритауна, столицы Сьерра-Леоне. Является одной из старейших церквей в стране.

## История
550 ямайских маронов (фр. les Marrons) или по-английски маруны (англ. Maroons), которые сдались властям в ходе Второй маронской войны (1795—1796) были депортированы в Новую Шотландию в 1796 году, затем в Сьерра-Леоне в 1800 году. Там они поселились в городе в городе Марунтаун, который впоследствии стал районом Фритауна. Мароны постепенно отказались от своих традиционных африканских верований и были обращены в христианство. В 1807 году было принято решение о постройке церкви. В 1820 году они получили участок земли между Персивалем и Ливерпуль-стрит в Марун-Тауне. Строительство, проходившее под руководством Чарльза Шоу Хардингома, было завершено в 1822 году. Хотя мароны постепенно интегрировались в общество Фритауна, многие из них продолжали посещать именно свою церковь, так как следовали своему собственному методу исповедования методизма значительно отличавшегося от других методистских церквей вплоть до 1900 года. В 1956 году церковь была объявлена национальным достоянием в соответствии с указом о памятниках и реликвиях от 1 июня 1947 года. Церковь была частично разрушена во время гражданской войны в Сьерра-Леоне между 1991 и 2002 годами. В 2007 году, не смотря на то что община значительно сократилась, в церкви прошло празднование 200-летия церкви.

## Описание
Церковь Святого Иоанна Маруна представляет собой небольшое белое здание в колониальном архитектурном стиле и характеризуется типичной формой и белым цветом.
Расположена в квартале между Сиака Стивенс-стрит, Персивалем-стрит и Ливерпуль-стрит в районе Марунтаун в Фритауне
Здание церкви используется в качестве церковного и культурного центра.